# Frederick Enoil Soucy
Pour les articles homonymes, voir Soucy.
Frederick Enoil Soucy, né le 13 février 1922 à Rivière-Verte, au Nouveau-Brunswick, est un homme politique canadien. 
Son père est Frederick O. Soucy et sa mère est Alma Grivois. Il épouse Corinne Clavet le 7 mai 1943 et le couple a quatre enfants. 
Il est membre du conseil municipal du comté de Madawaska de 1959 à 1963. Membre du parti libéral, il est député de Madawaska à l'Assemblée législative du Nouveau-Brunswick de 1963 à 1967. Il est membre des Chevaliers de Colomb.